# ハマベンケイソウ
ハマベンケイソウ（浜弁慶草、学名：Mertensia maritima subsp. asiatica）は、ムラサキ科ハマベンケイソウ属の多年草。カナダ、グリーンランド、北アメリカに分布するメルテンシア・マリティマ(Mertensia maritima)を基本種とする亜種。

## 特徴
茎はよく分枝し、砂や礫の上を横に這って広がり、長いものでは1mほどになり、大きな株をつくる。植物体は無毛で、青白色をおび、多肉質である。葉は互生し、葉身は長楕円形から広卵形で、長さ3-9cm、幅2-6cmになり、先端は円頭で、縁は全縁になる。根出葉や下部の葉には長さ9cmに達する長い葉柄がある。葉の表面に明点があり、葉は乾燥すると黒褐色になる。
花期は7-8月。花序は枝先につき、長さ5-10cmになり、青紫色の花を数個下垂してつけ、葉と同じ形の小さな苞がある。花柄は花時に長さ3-7mmになり、果時に長さ1-2cmに伸びる。萼片は深く5裂し、裂片は長さ4-6mmになり、先端は鋭くとがる。花冠は鐘形で、長さ8-12mmになり、先端は浅く5裂し、裂片は卵円形となり開出する。雄蕊は5個あり、花冠内部につく。花柱は1個ある。果実は4面体状の分果で、肉質で表面は平滑となる。

## 分布と生育環境
日本では、北海道、本州（日本海側は隠岐の島以東、太平洋側は東北地方以北）に分布し、海岸の砂地や礫地に生育する。国外では朝鮮半島、サハリン、千島列島、アリューシャン列島、オホーツク海沿岸に分布する。

## 名前の由来
和名ハマベンケイソウは、「浜弁慶草」の意味で、海岸に生え、多肉質で葉の形や色がベンケイソウ科の植物を思わせることによる。
種小名（種形容語）maritima は、「海の、海浜生の」の意味。亜種名 asiatica は、「アジアの」の意味。

## ギャラリー

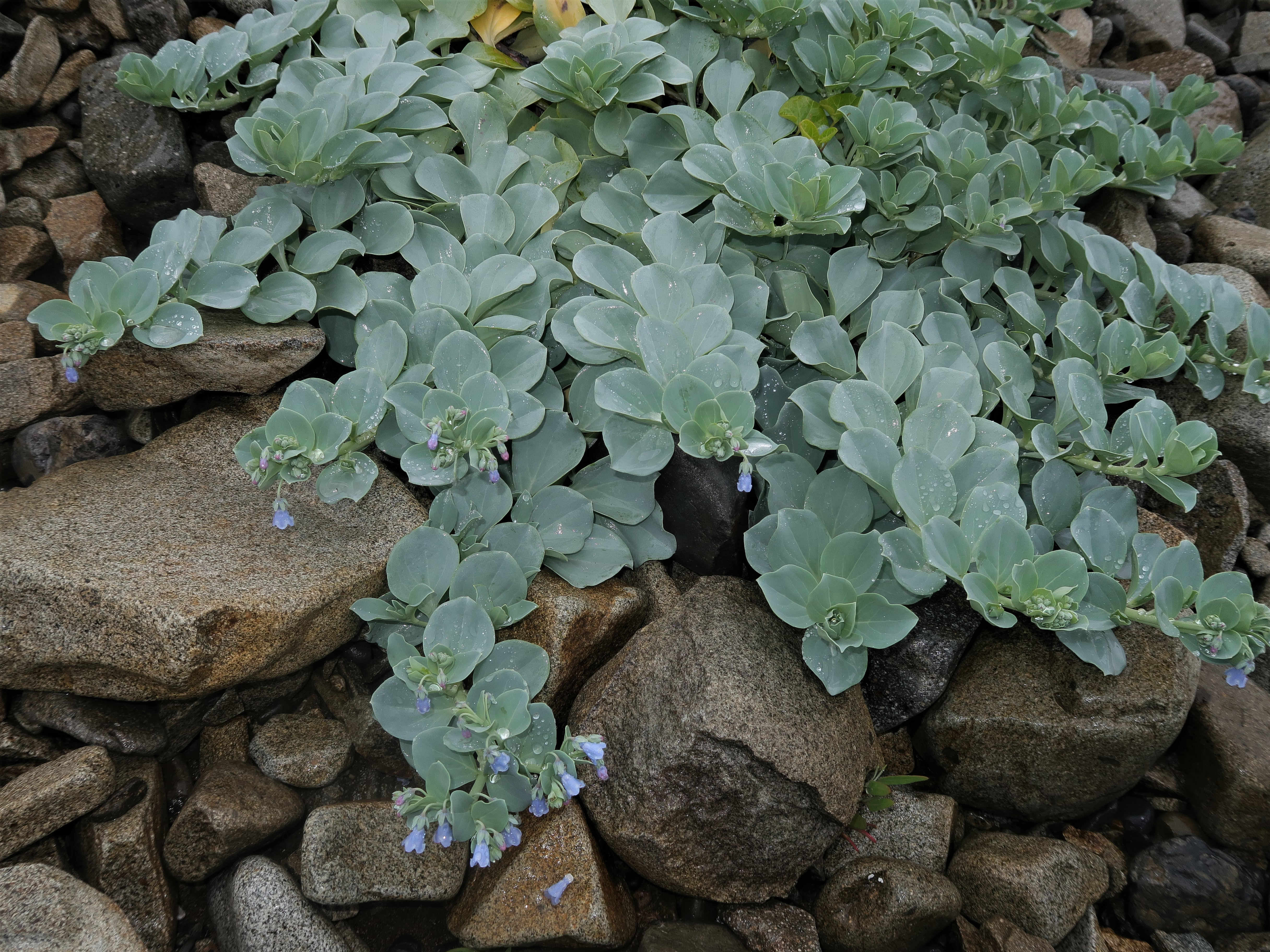
礫の上を横に這って広がり、大きな株をつくる。
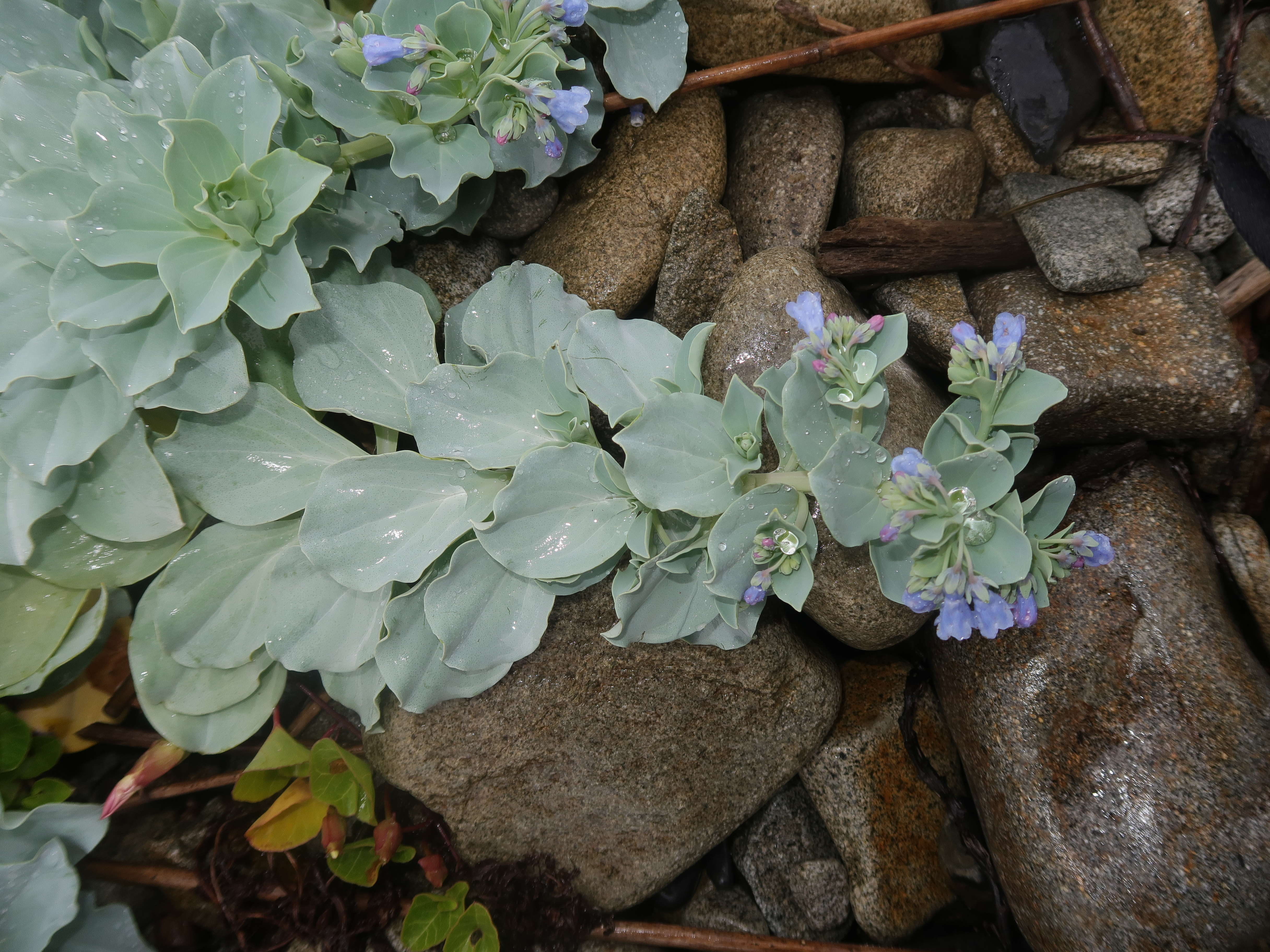
植物体は無毛で、青白色をおび、多肉質。
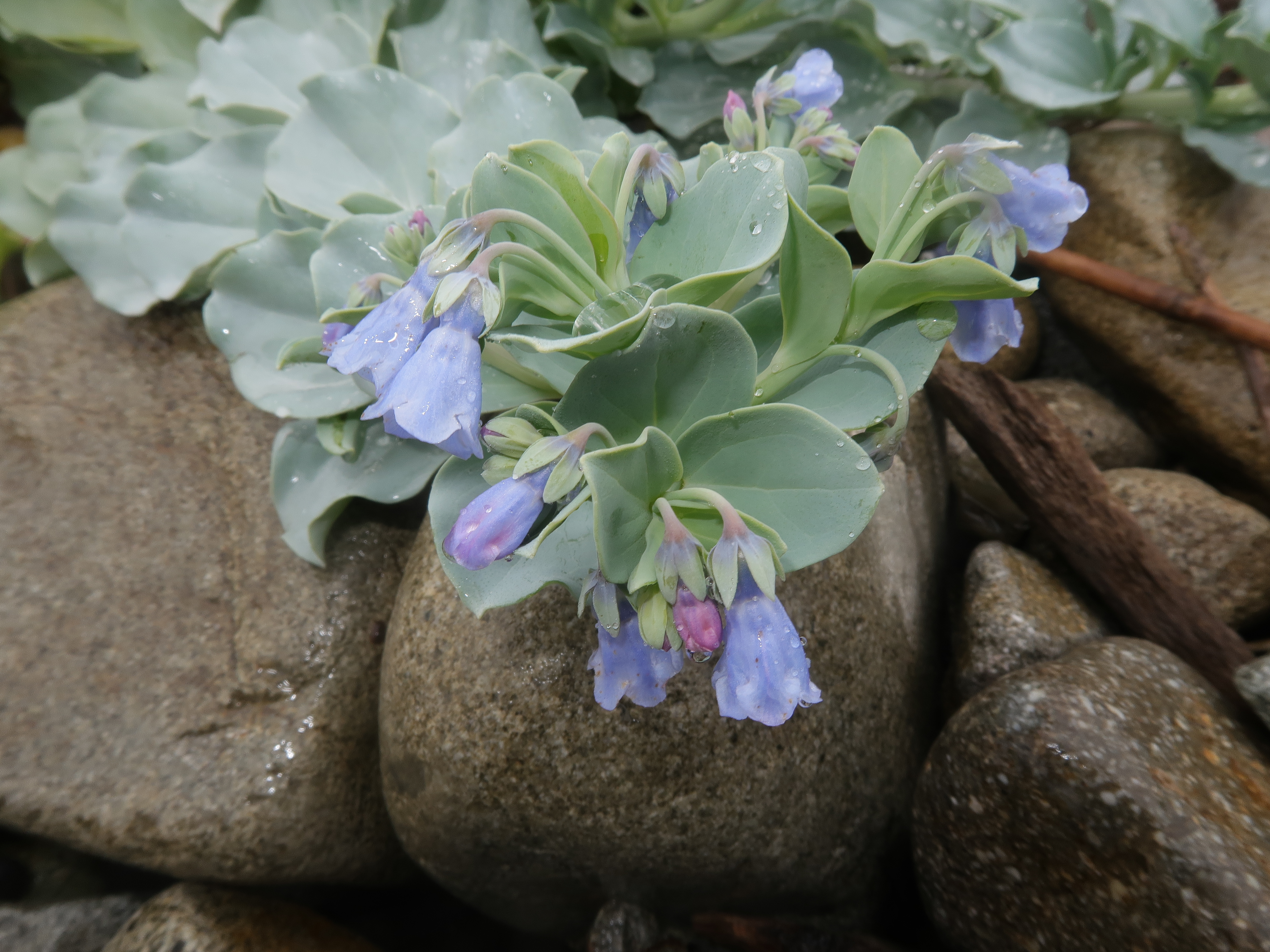
萼は5深裂し、花冠は鐘形で先端が5浅裂する。
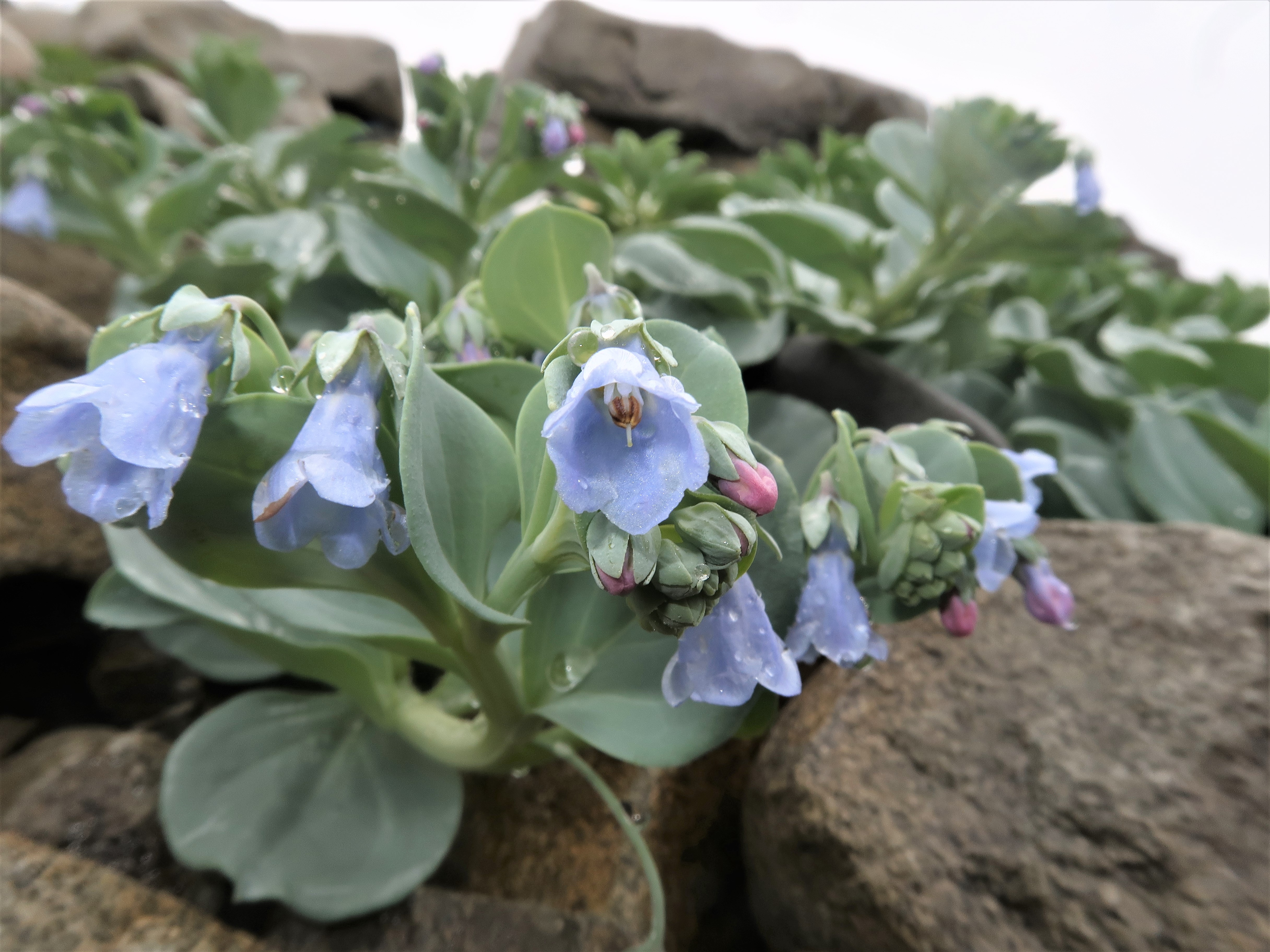
花冠内部に5雄蕊がある。

## 下位分類
- シロバナハマベンケイソウ（Mertensia maritima (L.) Gray subsp. asiatica Takeda f. albiflora H.Hara[9]）- 白花品種。